# Ијан Гоф
Ијан Гоф (енгл. Ian Gough; 10. новембар 1976) бивши је велшки рагбиста. Родио се у селу Пантег, а играо је за младу репрезентацију Ирске до 19 година. За сениорску репрезентацију Велса је дебитовао 1998, у тест мечу против Спрингбокса. Играо је у келтској лиги за Њупорт Дрегонсе и Оспрејсе. Постигао је 2 есеја за Оспрејсе и 5 есеја за Дрегонсе. Једну сезону провео је и у Премијершипу у Лондон ајришу. Играо је за Велс у купу шест нација и на светском првенству 2007. За репрезентацију Велса је одиграо 64 тест меча и постигао 1 есеј. Повукао се из рагбија у мају 2015.